# Nelson Oduber
Nelson Oduber est un homme d'État arubain né le 7 février 1947 à Oranjestad. 